# Scarus festivus
Scarus festivus es una especie de peces de la familia Scaridae en el orden de los Perciformes.

## Morfología
• Los machos pueden llegar alcanzar los 45 cm de longitud total.

## Distribución geográfica
Se encuentra desde el África Oriental hasta las Tuamotu e Islas Ryukyu.